# 82 Eridani
Cet article concerne le système e Eridani. Pour le système ε Eridani, voir Epsilon Eridani.
Désignations
82 Eridani, aussi connu comme HD 20794, HR 1008 et e Eridani, est un système multiple situé à environ 20 années-lumière de la Terre dans la constellation de l'Éridan. Il est constitué d'au moins une étoile et deux planètes.
L'étoile est une naine jaune de type spectral G5V. Son rayon et sa masse sont respectivement 92 % et 97 % de ceux du Soleil. Cette étoile est privilégiée avec la mise en service de l'ELT par la NASA pour la recherche de planètes telluriques  à partir de 2028[réf. nécessaire].